# Partiu América
Partiu América é um filme de comédia brasileiro, produzido pela Galeria Distribuidora com distribuição da Netflix e conta com roteiro de Cadu Pereiva e direção de Rodrigo César. O filme teve sua estreia em 14 de maio de 2024 no streaming. É estrelado por  Matheus Ceará e  Priscila Fantin.

## Elenco
- Matheus Ceará como Matheus[5]
- Priscila Fantin como Maria Caranguejo
- Gabriel Palhares como Stevenspilbi
- Luara Fonseca como Flórida (Florinha)
- Rubens Santos como Bactéria
- Flávio Andrade como Dirceu (Dirceuzinho)
- Rodrigo Emerenciano como Dr. Deda
- Cássica Valle como Dona Nicinha
- Igor Guimarães como Olavinho Rolim
- Renato Albani